# Альтернативна алгебра
Альтернати́вна а́лгебра — алгебра в якій операція множення може бути не асоціативною, проте вимагається дещо слабша умова альтернативності:
{\displaystyle x(xy)=(xx)y\,}
{\displaystyle (yx)x=y(xx)\,}
для всіх х і у в алгебрі. Кожна асоціативна алгебра, очевидно, альтернативна, проте існують і неасоціативні альтернативні алгебри, прикладом яких є октоніони. Седеніони, є прикладом алгебри в якій не виконується умова альтернативності.
Абсолютно ідентично визначається поняття альтернативного кільця (і, відповідно, тіла і поля).

## Асоціатор
З використанням асоціатора
{\displaystyle [x,y,z]=(xy)z-x(yz)\,}
тотожності, що визначають альтернативну алгебру приймуть вигляд
{\displaystyle [x,x,y]=0\,}
{\displaystyle [y,x,x]=0\,}
для будь-яких елементів {\displaystyle x} і {\displaystyle y.} Звідси, через полілінійність асоціатора, нескладно одержати, що
{\displaystyle [x,y,z]+[y,x,z]=0\,}
{\displaystyle [x,y,z]+[x,z,y]=0\,}
Таким чином, в альтернативній алгебрі асоціатор є альтернативною операцією:
{\displaystyle [x,y,z]=\mathrm {sgn} \,\sigma [\sigma (x),\sigma (y),\sigma (z)]}
де {\displaystyle \sigma } — перестановка елементів {\displaystyle x,y,z,} {\displaystyle \mathrm {sgn} \,\sigma } — парність цієї перестановки. Вірним є і обернене твердження: якщо асоціатор альтернативний, то кільце альтернативно. Саме через зв'язок з альтернативністю асоціатора альтернативні кільця одержали таку назву.
Аналогічно можна показати, що для альтернативності асоціатора досить виконання будь-яких двох з наступної тотожності:
{\displaystyle x(xy)=(xx)y\,}
{\displaystyle (yx)x=y(xx)\,}
{\displaystyle (xy)x=x(yx)\,}
звідки відразу слідує третя тотожність.

## Властивості
- Теорема Артіна твердить, що підалгебра породжена довільними двома елементами альтернативної алгебри є асоціативною. Вірним є і обернене твердження. Також якщо три елементи {\displaystyle x,y,z} альтернативної алгебри є асоціативними (тобто {\displaystyle [x,y,z]=0}) то алгебра породжена цими елементами є асоціативною.

- Тотожності Муфанг:

- {\displaystyle a(x(ay))=(axa)y\,}
- {\displaystyle ((xa)y)a=x(aya)\,}
- {\displaystyle (ax)(ya)=a(xy)a\,}

виконуються в довільній альтернативній алгебрі.
- Також виконуються тотожності:

- {\displaystyle [xy,z,t]-y[x,z,t]-[y,z,t]x=[[x,y],z,t]+[x,y,[z,t]]\,}
- {\displaystyle [[x,y]^{4},z,t]=[x,y][[x,y]^{2},z,t]=[[x,y]^{2},z,t][x,y]=0.\,}

де [x, y] (два аргументи) позначає комутатор елементів x і y : [x, y] = xy -yx.
- В альтернативній алгебрі з одиницею, мультиплікативні обернені елементи, якщо вони існують, єдині. Для довільного оборотного елемента {\displaystyle x} і будь-якого {\displaystyle y} виконується рівність:

{\displaystyle y=x^{-1}(xy).\,}
Еквівалентно для всіх таких {\displaystyle x} і {\displaystyle y} асоціатор {\displaystyle [x^{-1},x,y]} рівний нулю. Якщо {\displaystyle x} і {\displaystyle y} — оборотні то {\displaystyle xy} теж є оборотним і {\displaystyle (xy)^{-1}=y^{-1}x^{-1}}. Тому множина оборотних елементів є замкнутою щодо множення і утворює лупу Муфанг.
- Багато властивостей альтернативного кільця (алгебри) відрізняються від властивостей асоціативного кільця (алгебри) в аналогічних ситуаціях. Так, якщо R є альтернативним кільцем (алгеброю), а A і B — його праві ідеали, то їх добуток AB може не бути правим ідеалом, навіть якщо А — двосторонній ідеал в R; але добуток двосторонніх ідеалів альтернативного кільця (алгебри) є його двостороннім ідеалом.